# Уоррен, Дайан
Дайан Ив Уоррен (англ. Diane Eve Warren, род. 7 сентября 1956) — американский композитор и поэт-песенник, которая специализируется на медленных поп-композициях на романтические темы. В 2022 году была удостоена премии «Оскар» за выдающиеся заслуги в кинематографе после 13 безуспешных номинаций на награду Академии кинематографических искусств и наук. В 2025 году после 16 номинации без награды стала самым безуспешно номинированным на премию «Оскар» композитором, превзойдя Алекса Норта, Томаса Ньюмана с 15 номинациями и повторив рекорд звукорежиссёра Грега П. Расселла. 

## Биография
Начиная с 1983 года написанные Уоррен песни неоднократно возглавляли американские чарты. Однажды даже сложилась неслыханная ситуация, когда в Billboard Hot 100 входило семь песен, написанных Уоррен. Для управления таким массивом хитов Уоррен основала компанию Realsongs. Среди исполнителей песен Уоррен — Эрик Клэптон, Род Стюарт, Элтон Джон, Рой Орбисон, Тони Брэкстон, Тина Тёрнер, Алия, Энрике Иглесиас, NSYNC, Sugababes, Хилари Дафф, Леди Гага, Рики Мартин, Бритни Спирс, Дасти Спрингфилд, Aerosmith, Beyoncé, Уитни Хьюстон, Мэрайя Кэри, Палома Фейт. Наибольшее количество хитов Уоррен написала для Селин Дион.
В 1998 году  Аланна Нэш из издания Good Housekeeping написала о ней:
На самом деле она больше похожа на Эмили Дикинсон от поп-музыки. Как и в случае с великой английской поэтессой-затворницей девятнадцатого века, известной своими простыми, но красноречивыми стихами, Уоррен ведёт жизнь, почти полностью посвящённую своему искусству.
Хотя Уоррен часто критикуют за приверженность однажды избранной формуле, она не раз номинировалась на премии «Оскар» и «Грэмми» за свои песни, которые прозвучали более чем в 80 фильмах. Несмотря на романтическое содержание своих шлягеров, она никогда не была замужем и, по собственному утверждению, даже не была влюблена.
В 2011 году Уоррен стала лауреатом «Золотого глобуса» за песню «You Haven’t Seen the Last of Me», которую исполнила Шер в мюзикле «Бурлеск».
В 2016 году Уоррен совместно с Леди Гага выиграла премию «Satellite Award 2016» за песню «Til It Happens To You» в номинации «Лучшая оригинальная песня». Также композиция «Til It Happens To You» была номинирована на премию «Оскар-2016».
Уоррен никогда не была замужем и не считает себя человеком целеустрёмленным. В интервью она говорила, что, по её мнению, отсутствие романтической жизни делает её более своеобразной как автора песен. У неё были отношения с автором песен и музыкальным продюсером Гаем Рошем, которые закончились в 1992 году. Она утверждает, что с тех пор у неё не было других отношений, комментируя:  «Я никогда не была влюблена так, как описываю в своих песнях. Я не как все и не сильна в отношениях. Я притягиваю к себе драму — это моя еврейская сущность.». Уоррен считает себя циничной в отношении романтики, но она не позволяет этому повлиять на написание песен и предпочитает писать в одиночку, а не в соавторстве, комментируя: «Когда я пишу с другими людьми, ощущения другие. Мне приходится идти на компромисс, с чем у меня проблемы. Я бы предпочла прислушаться к своему собственному разуму.».
В интервью 2000 года она рассказала, что никогда не расставалась с музыкой, несмотря на то, что испытывала отказы, депрессию и бедность. В 1994 году дом Уоррен был повреждён землетрясением в Нортридже, в результате чего она стала бездомной, переезжая из отелей в дома для сдачи в аренду. Она сказала, что терапия помогла ей в написании песен. Она также рассказала, что работает по 12—16 часов в день, всегда берёт с собой ноутбук, когда путешествует.
Обычно Уоррен никого не впускает в свой офис в Голливуд-Хиллз, который она описывает как захламлённую, душную комнату. В 2012 году она сказала, что в её офисе ничего не убирали и не передвигали в течение 17 лет, потому что она суеверна. В этой комнате Уоррен записывает мелодии на магнитофон, на котором она проигрывает их снова и выбирает песни, которые ей нравятся больше всего. 1 августа 2022 года она повздорила в Твиттере с Гордоном Рамзи
. Уоррен страдает аутизмом и считает, что её состояние помогло в написании песен.

## Некоторые песни Дайан Уоррен
- «Because You Loved Me» — Селин Дион
- «Don’t Turn Around» — Тина Тёрнер
- «There You’ll Be» — Фэйт Хилл
- «Could I Have This Kiss Forever» — Энрике Иглесиас и Уитни Хьюстон
- «Can’t Fight the Moonlight» — Лиэнн Раймс
- «Have You Ever» — Брэнди
- «Here in My Heart» — Тиффани, Scorpions
- «Look Away» — Chicago
- «Nothing’s Gonna Stop Us Now» — Starship
- «I Didn’t Know My Own Strength» — Уитни Хьюстон
- «I Don’t Want to Miss a Thing» — Aerosmith
- «If I Could Turn Back Time» — Шер
- «I Learned From the Best» — Уитни Хьюстон
- «Un-Break My Heart» — Тони Брэкстон
- «You Haven’t Seen the Last of Me» — Шер
- «Not a Dry Eye in the House» — Мит Лоуф
- «I’d Lie for You (And That’s the Truth)» — Meat Loaf
- «Til It Happens to You» — Леди Гага
- «Only Love Can Hurt Like This» ― Палома Фейт
- «Say Don’t Go» ― Тейлор Свифт